# Route régionale 616 (Finlande)
Pour les articles homonymes, voir Route 616.
La route régionale 616 (finnois : Seututie 616) est une route régionale allant de Joutsa à Kangasniemi en Finlande.

## Description
L'extrémité sud de la route se trouve à Joutsa, où elle croise la route régionale 428 (Joutsa-Mäntyharju). 
À environ un kilomètre à l'ouest de l'intersection se trouve la route nationale 4 (E75), accessible via la route régionale 428. 
La route régionale 616 est la route principale reliant la zone métropolitaine d'Helsinki à Kangasniemi. Comme Kangasniemi est une station estivale populaire, en particulier pour les personnes vivant dans la capitale, le trafic des fins de semaine d'été est très élevé.
Après avoir traversé Kangasniemi, la 616 se termine à la route nationale 13 actuelle à Lapaskangas. 
Après cette intersection, la route est prolongée par la route régionale 447 en direction de Pieksämäki.